# Clarisia
Clarisia es un género con tres especies aceptadas de plantas  pertenecientes a la familia  Moraceae, son nativos de América.

## Descripción
Son árboles inermes, con látex blanco; plantas dioicas. Hojas enteras, glabras o escasamente puberulentas en el envés; pecíolos frecuentemente exfoliantes, estípulas apareadas, caducas, dejando cicatrices pequeñas. Inflorescencias axilares o caulifloras; inflorescencias estaminadas de espigas o racimo de espigas, espigas generalmente apareadas, con apariencia estriada (al menos cuando en yema), flores reducidas a un solo estambre dispuesto directamente sobre el raquis entre las brácteas y partes no asociadas del perianto, filamentos rectos o inflexos; flores pistiladas en pares o a veces solitarias, o en racimos y generalmente apareadas, pediceladas, 3–7 brácteas suborbiculares y peltadas en la base de la flor, sépalos 4, connados y tubulares, ovario ínfero por el perianto adnado, ramas del estilo 2, filiformes. Fruto drupáceo con el perianto acrescente y tornándose suculento y rojizo.

## Taxonomía
El género fue descrito por Ruiz & Pav.   y publicado en Florae Peruvianae, et Chilensis Prodromus 128. 1794  La especie tipo es:  Clarisia racemosa Ruiz & Pav.

## Especies
- Clarisia biflora Ruiz & Pav. - piamich del Perú, yasmich del Perú.[3]
- Clarisia ilicifolia (Spreng.) Lanj. & Rossbach
- Clarisia racemosa Ruiz & Pav. - tulpay del Perú[3]